# Lambrechten
Lambrechten là một đô thị thuộc huyện Ried im Innkreis thuộc bang Oberösterreich, Áo. Đô thị Lambrechten có diện tích 24kilômét vuông, dân số thời điểm năm 2006 là 1329 người.